# Аудендейк (Корендейк)
Аудендейк (нід. Oudendijk) — селище в нідерландській провінції Південна Голландія. Входить до муніципалітету Гуксе-Вард. Наразі у селищі нараховується близько 60 будинків.